# The Definitive Rock Collection (альбом White Lion)
The Definitive Rock Collection — двойной сборник американской хард-рок-группы White Lion, выпущенный 23 января 2007 года на Atlantic Records. На первом диске содержатся студийные версии песен группы со всех четырёх студийных альбомов, в то время как второй диск состоит из концертных версий песен и трёх альтернативных версий: «Farewell to You», «Broken Heart» и укороченной «Lights and Thunder».

## Список композиций
- Все песни написаны Майком Трампом и Вито Братта, кроме отмеченных.

### Диск 1
1. «Fight to Survive» — 5:15 (Трамп, Братта, Никки Капоцци)
2. «El Salvador» — 4:50
3. «Wait» — 4:02
4. «Tell Me» — 4:29
5. «When the Children Cry» — 4:23
6. «Lonely Nights» — 4:12
7. «Don’t Give Up» — 3:15
8. «Sweet Little Loving» — 4:03
9. «Little Fighter» — 4:23
10. «Radar Love» — 5:57 (Койманс/Хэй;кавер-версия Golden Earring)
11. «Goin' Home Tonight» — 4:48
12. «Let’s Get Crazy» — 4:51
13. «Don’t Say It’s Over» — 4:06
14. «Cry for Freedom» — 6:11
15. «Love Don’t Come Easy» — 4:09

### Диск 2
1. «Broken Heart» (Version 2) — 4:08
2. «Lights and Thunder» (Edit) — 4:58
3. «Farewell to You» (Version 2)- 4:20
4. «Hungry» (Live) — 4:58
5. «Don’t Give Up» (Live) — 3:32
6. «Lonely Nights» (Live) — 4:19
7. «Sweet Little Loving» (Live) — 4:11
8. «Broken Heart» (Live) — 4:34
9. «Fight to Survive» (Live) — 5:24 (Трамп, Братта, Никки Капоцци)
10. «Tell Me» (Live) — 5:01
11. «All Join Our Hands» (Live) — 4:02
12. «Wait» (Live) — 3:54
13. «Lady of the Valley» (Live) — 7:37
14. «The Road to Valhalla» (Live) — 3:07
15. «All You Need is Rock 'n' Roll» (Live) — 5:42

## В записи участвовали
- Майк Трамп — вокал
- Вито Братта — гитара
- Джеймс Ломенцо — бас-гитара
- Феликс Робинсон — бас-гитара на «Fight to Survive» и «El Salvador»
- Грег ДиАнжело — ударные, бэк-вокал
- Никки Капоцци — ударные, бэк-вокал на «Fight to Survive» и «El Salvador»